# Take 2 (Poco e New Riders of the Purple Sage)
Take 2 è un CD raccolta dei Poco e dei New Riders of the Purple Sage, pubblicato dalla Sony Music nel 2001. Il CD è una raccolta condivisa (cinque brani ciascuno) dai Poco con un'altra storica band di country rock: New Riders of the Purple Sage
una sorta di seconda band (da lui fondata agli inizi degli anni settanta) dal chitarrista dei Grateful Dead, Jerry Garcia.

## Tracce
1. Pickin' Up the Pieces – 3:22 (Richie Furay) – Poco: tratto dall'album Pickin' Up the Pieces (1969)
2. Louisiana Lady – 3:05 (John Dawson) – New Riders of the Purple Sage: tratto dall'album New Riders of the Purple Sage (1971)
3. Drivin' Wheel – 6:11 (Paul Cotton) – Poco: tratto dall'album: Seven (1974)
4. Panama Red – 2:48 (Peter Rowan) – New Riders of the Purple Sage: tratto dall'album The Adventures of Panama Red (1973)
5. C'mon – 3:18 (Richie Furay) – Poco: tratto dall'album Deliverin' (1971)
6. Hello Mary Lou (Goodbye Heart) – 2:59 (Cayet Mangiaracina, Gene Pitney) – New Riders of the Purple Sage: tratto dall'album Home, Home on the Road (1974)
7. You'd Better Think Twice – 3:23 (Jim Messina) – Poco: tratto dall'album Deliverin' (1971)
8. Watcha Gonna Do – 3:19 (John Dason) – New Riders of the Purple Sage: tratto dall'album New Riders of the Purple Sage (1971)
9. Crazy Eyes – 9:41 (Richie Furay) – Poco: tratto dall'album Crazy Eyes (1973)
10. I Don't Need No Doctor – 3:06 (Nickolas Ashford, Valerie Simpson, Jo Armstead) – New Riders of the Purple Sage: tratto dall'album Powerglide (1972)

## Musicisti
Pickin' Up the Pieces
- Richie Furay - chitarra a dodici corde
- Jim Messina - chitarra a sei corde
- Rusty Young - chitarra pedal steel
- Randy Meisner - basso, accompagnamento vocale
- George Grantham - batteria
- Denver George (George Grantham) - voce solista

Louisiana Lady e Watcha Gonna Do
- Jerry Garcia - chitarra pedal steel, banjo
- John Dawson - chitarra acustica, voce
- David Nelson - chitarra elettrica, chitarra acustica, mandolino, voce
- Dave Torbert - chitarra acustica, basso, voce
- Mickey Hart - batteria, percussioni
- Spencer Dryden - batteria, percussioni

Drivin' Wheel
- Paul Cotton - chitarra solista, chitarra acustica, voce
- Rusty Young - banjo, dobro, chitarra steel, chitarra ritmica, chitarra elettrica, chitarra acustica
- Timothy B. Schmit - basso, percussioni, voce
- George Grantham - batteria, percussioni, voce
- Burton Cummings - tastiera
- Bobbye Hall - congas

Panama Red
- John Dawson - chitarra, voce
- David Nelson - chitarra, voce
- Dave Torbert - chitarra, voce, basso
- Buddy Cage - chitarra pedal steel
- Spencer Dryden - batteria, percussioni
- Memphis Horns - strumenti a fiato
- Norbert Putnam - arrangiamenti (strumenti a fiato)

C'mon e You Better Think Twice
- Richie Furay - chitarra elettrica, chitarra acustica ritmica a sei corde, voce
- Jim Messina - chitarra elettrica telecaster, chitarra acustica a sei corde, voce
- Rusty Young - dobro, chitarra pedal steel, voce
- Timothy B. Schmit - basso, voce
- George Grantham - batteria

Hello Mary Lou (Goodbye Heart)
- John Dawson - chitarra, voce
- David Nelson - chitarra, voce
- Dave Torbert - basso, voce
- Buddy Cage - chitarra pedal steel
- Spencer Dryden - batteria

Crazy Eyes
- Richie Furay - chitarra voce
- Paul Cotton - chitarra, voce
- Rusty Young - chitarra steel, chitarra, voce
- Timothy B. Schmit - basso, voce
- George Grantham - batteria, voce
- Joe Lala - percussioni

I Don't Need No Doctor
- John Dawson - chitarra ritmica acustica, chitarra elettrica, voce
- David Nelson - chitarra solista
- Dave Torbert - basso, voce solista, chitarra ritmica elettrica
- Buddy Cage - chitarra pedal steel
- Spencer Dryden - batteria, percussioni
- Nicky Hopkins - pianoforte
- Bill Kreutzmann - percussioni